# Bluebox technika

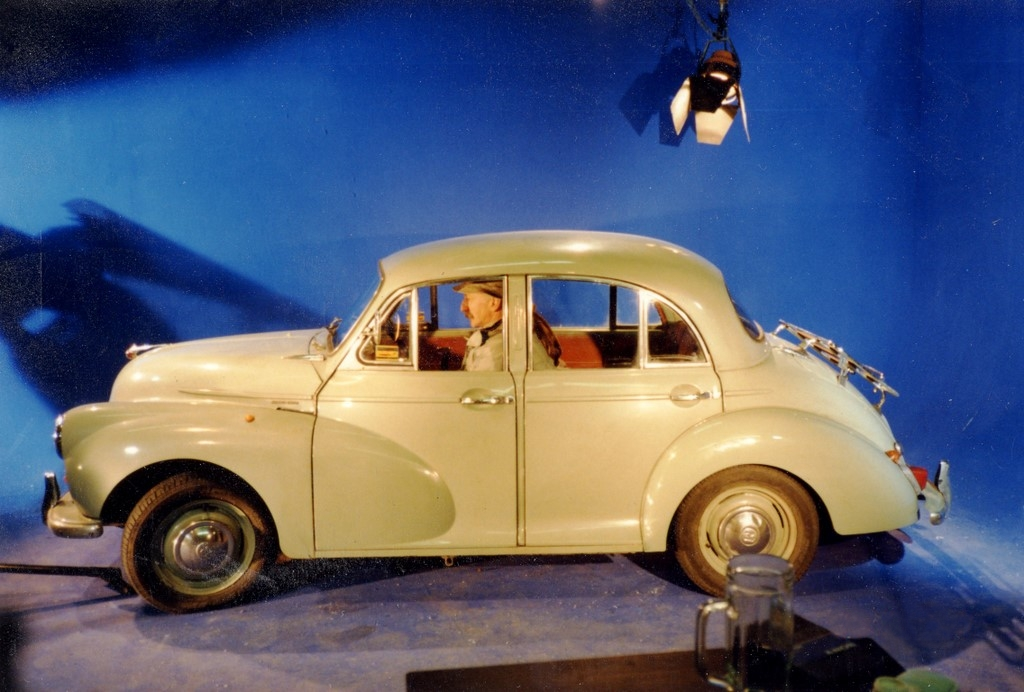
Régi filmekben látható vetített műtermi háttér

A bluebox technika (és greenbox technika) – filmtrükk technika, amelyet a videotechnika is átvett. Lényege, hogy két különböző felvételt összemontíroznak. A fő esemény az első felvételen kap helyet kék háttérrel, a másik videón pedig a háttérnek szánt miliő látható. Így azt a hatást érik el, mintha valóban ott zajlanának az események, ahol a háttérvideó játszódik.
A háttér egyenletes színe fontos szerepet játszik a megvalósításban, hiszen a feldolgozó szoftver ennek segítségével tudja megkülönböztetni és kivágni a alanyt háttérből (ezt hívják kulcsolásnak).
Nem tévesztendő össze a vetített hátteres technikával, amikor a háttérben elhelyezett hagyományos vetítővászonra vetítettek a felvétellel egyidőben elsősorban autóban zajló párbeszédek jeleneteinél.

## Bluebox technika
Az átlátszó háttér titka a bluebox technika, mely gyakorlatilag nem más, mint egy egyszínű (monokróm) vászon - többnyire kék, vagy élénkzöld - amit a főszereplő mögé állítanak fel, kitakarván minden egyéb hátteret. Az így készített felvételen, melyen a szereplők a “semmiben hadonásznak”, ezután számítógép segítségével kicserélik a kék vagy zöld háttérszínt átlátszóra, majd az egészet, mint valami mozgó fóliát, a másik videó fölé helyezik.
A háttérszín lehet kék és zöld is sőt, akár fehér háttér előtt is létre lehetne hozni átlátszó filmet, két dologra azonban nem árt ügyelni. Az első, hogy mindenképp egyszínű hátteret kell választani, a második pedig, hogy lehetőleg ne viseljen az előtte álló a háttérrel azonos színű ruhaneműt, mert ilyenkor nem csak a vászonfal, de a test is átlátszóvá válik. Ezért nem szoktak fehérrel, feketével, vagy egyéb, az emberi testen is megtalálható színnel dolgozni.
Vrabély Theodot szabadalmaztatta az elektronikus képkeverő eljárást (blue box), amellyel 1934-ben elnyerte a marseille-i nemzetközi versenyen a város nagydíját, valamint a francia feltalálók és gyárosok szövetségének aranyérmét.
A bluebox technikával oda lehet montírozni bárkit a Párizsi Notre Dame elé, élő kommentátorként közvetíthet valaki egy autóversenyt a rajtkockákon sétálva, anélkül, hogy útban lenne az autósoknak. Szemtől szembe lehet beszélgetni politikusokkal az Országgyűlésben, szó szerint a fellegekben lehet járni, és ha jól csinálja az alkalmazó, a nézőknek fel sem fog tűnni a turpisság.
Az egységes háttér nagyon sokat segít az utómunkában, hiszen a feldolgozó szoftverek annál nagyobb hatékonysággal tudják a képet szerkeszteni, minél könnyebben meg tudják különböztetni a hátteret az alanytól.
Alapvetően különbséget teszünk a között, hogy greenbox vagy bluebox fényképezés alkalmával csak a hátteret cseréljük ki az alany mögött, vagy őt magát, esetleg csak arcát, fejét, testrészeit montírozzuk egy megszerkesztett digitális anyagba. A szaknyelv a fenti két megoldásra a 2D (háttércsere), illetve 3D (térebe illesztett, fejcserés, montírozás stb.) kifejezéseket használja.
Különbség lehet a fényképezési környezet bonyolultságában is. Lehetséges az alany arcát, vagy felsőtestét fényképezni (félalakos greenbox), esetleg tetőtől talpig (egész alakos). Ez utóbbi esetben külön kihívás lehet a láb körüli árnyékok eltüntetése. Az épített greenbox legmagasabb foka az, ahol nagy méretű tárgyakat, egész enteriőröket, autókat, szobákat helyezünk a boxba. Ez nagy felületek háttéranyaggal való burkolását, és komolyan végiggondolt megvilágítást igényel.
Az egyszerűbb félalakos technikáknál előfordul, hogy nem teljes box-ba áll az alany fényképezkedni, hanem ténylegesen csak egy kisebb háttér kerül mögé. Ezt greenscreen-nek nevezik gyakran (hiszen csak egy felület, nem egy box). 

## Alapvető feltételek

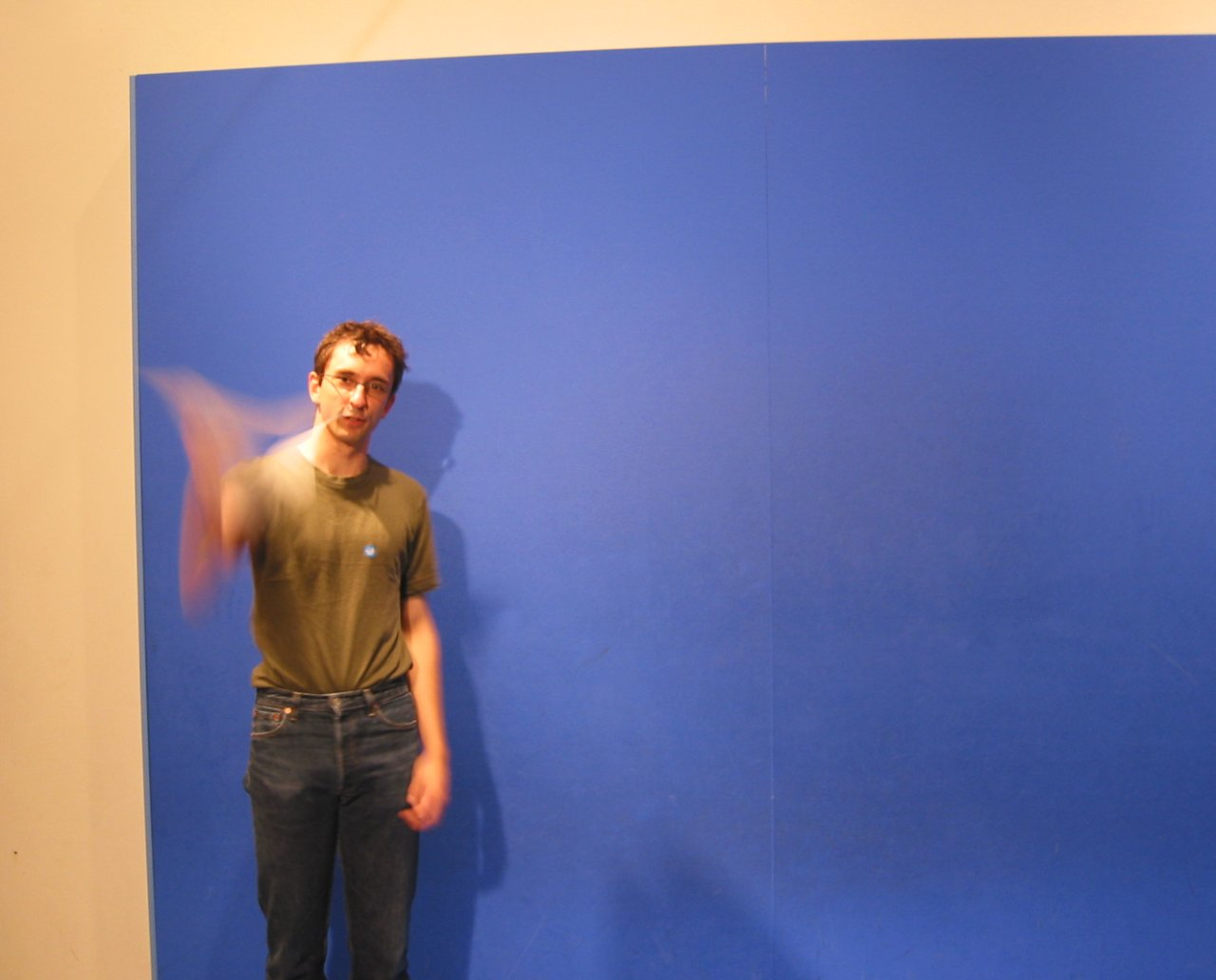
Az öltözet színe eltérő kell legyen az általában kék háttértől

A felvétellel kapcsolatban a legalapvetőbb feltételeket, melyek beteljesülése esetén, biztosan sikert lehet elérni.
- megfelelő mértékű megvilágítás,
- a háttér mindenütt, egységes fénymennyiséget kap, nincsenek sötét/kiégett foltok,
- a hátteret és a szereplőt külön lámpacsoportok világítják meg – amely csoportokon belül a lámpák azonos típusúak és teljesítményűek
- szereplő nem viselhet kék ruházatot – hacsak nem csonkolt, levágott végtaggal, esetleg kilyukasztott állapotban lévő személyt szeretnénk ábrázolni.

## Bluebox fotó
A technika alapja ugyanaz, mint mozgókép esetében, bár itt állóképekről van szó. Ennek az apróságnak köszönhetően sokkal komolyabb változtatások is végrehajthatóak a képen, gyakorlatilag bármilyen helyzetbe behelyezhető az alany.
Mivel a mozgóképkészítésben viszonylag hamar igény volt olyan megoldásra, ahol fizikailag nem jelenlévő dolgokat kellett a filmbe csempészni, ezért sokkal hamarabb elkezdett fejlődni ez a technológia, mint az állóképek esetében. Egy fotónál sokszor bluebox technológia nélkül is megszerkeszthető szinte bármilyen végeredmény - csak épp rendkívül időigényes és nem biztos, hogy 100% tökéletes. A bluebox a fényképezésben leginkább a sebességet és a szerkesztett végeredmény minőségét javítja. Mivel azonban kézi szerkesztéssel amúgy is sok mindent létre lehet hozni, ezért sokkal később kezdődött fejlődni a technika a fényképezés esetében - később jelentkezett az igény. Ugyan manapság már a fényképes megoldások is sok esetben képesek a szerkesztett anyag valós idejű megjelenítésére, mégis jellemző, hogy kézzel hangolják finomra a végeredményt, azaz grafikus operátor szerkeszti a képet a tökéletes hatás kedvéért.
Ez ugyan időt igényel, de a szoftver-hardver háttér (ld. feljebb - felhasznált technika minőségének fontossága) elő tudja készíteni a képeket annyira, hogy 1-2 perc alatt tökéletes eredményt szerkesszen a legbonyolultabb anyagból is egy gyakorlott grafikus.
A minőségi hardver mellett kiemelt jelentősége van a jó szoftverháttérnek. Iparági sztenderdnek számít az Adobe Photoshop, mivel az alapprogram is sok kulcsolási funkciót támogat, emellett pedig sok kiegészítő segíti még a munkát. Az erre szakosodott, profi cégek speciális szoftvereket használnak a célra. 

## Felhasználása
Manapság az egyszerűbb greenbox fogások már a kisebb fotóstúdiók számára is elérhetőek, így gyakorlatilag a fényképezés bármely területén használható, amely többnyire beltéri (pl. portrék, reklámfotó, tárgyfotó stb.), ugyanakkor kiemelt jelentősége van olyan helyzetekben, ahol gyors eredményt tud produkálni. Ilyenek a rendezvények, promóciós fényképezések, fotófalas felhasználások. 